# Матч за звание чемпиона мира по международным шашкам среди мужчин 2016
Матч за звание чемпиона мира по международным шашкам среди мужчин 2016 года проходил 2-18 декабря в 3-х городах Нидерландов между серебряным призёром чемпионата мира 2015 года Яном Грунендейком (Нидерланды) и бронзовым призёром этого же чемпионата Рулом Бомстра (Нидерланды).
Действующий чемпион мира Александр Георгиев (Россия) отказался от своего права на участие в матче и оно было предоставлено Бомстре.
После победы в 10 туре Рул Бомстра досрочно стал чемпионом мира. Несмотря на это, оставшиеся 2 партии были сыграны.

## Результаты
| Страна     | Участник      | 1 | 2 | 3 | 4 | 5 | 6 | 7 | 8 | 9 | 10 | 11 | 12 | Счёт |
| ---------- | ------------- | - | - | - | - | - | - | - | - | - | -- | -- | -- | ---- |
| Нидерланды | Рул Бомстра   | 2 | 1 | 1 | 1 | 2 | 1 | 1 | 2 | 1 | 2  | 1  | 1  | 16   |
| Нидерланды | Ян Грунендейк | 0 | 1 | 1 | 1 | 0 | 1 | 1 | 0 | 1 | 0  | 1  | 1  | 8    |